# 177967 Chouchihkang
177967 Chouchihkang è un asteroide della fascia principale. Scoperto nel 2006, presenta un'orbita caratterizzata da un semiasse maggiore pari a 2,3841224 UA e da un'eccentricità di 0,1098449, inclinata di 6,21943° rispetto all'eclittica.
L'asteroide è dedicato all'astronomo cinese Chih-Kang Chou.